# أغوستين ميدينا
أغوستين ميدينا (بالإسبانية: Agustín Medina)‏ هو لاعب كرة قدم أرجنتيني في مركز الهجوم، ولد في 11 يوليو 1999 في الأرجنتين. لعب مع Defensores Unidos ‏.

## وصلات خارجية
- أغوستين ميدينا على موقع Soccerway.com (الإنجليزية)